# Музей испанского искусства Энрике Ларрета
Музей испанского искусства Энрике Ларреты (исп. Museo de Arte Español Enrique Larreta) — художественный музей в районе Бельграно, в Буэнос-Айресе.

## История и описание
Музей был образован городом Буэнос-Айреса в результате приобретения дома выдающегося аргентинского писателя, дипломата и коллекционера Энрике Ларреты. Ларрета неоднократно бывал в городе Авила в Испании, где собрал большую коллекцию средневекового искусства, доспехов, гобеленов, искусства испанского Возрождения, испанского искусства и декора в стиле барокко, рукописей, резьбы по дереву и французской мебели.
Когда Ларрета умер в 1961 году, его семья продала дом и коллекции городу Буэнос-Айресу для преобразования в Музей испанского искусства. Музей был открыт в 1962 году и назван в его честь. Позже музейные коллекции были дополнены за счёт передачи сюда в 1977 году экспонатов из Музея латиноамериканского искусства Исаака Фернандеса Бланко.
Здание было спроектировано аргентинским архитектором Эрнесто Бунге и построен в 1886 году в стиле нео-испанской колониальной архитектуры и имеет андалузский внутренний дворик площадью 6 500 м², соединённый с домом через обширный портик. В 1903 году он был куплен тещей Ларреты, Мерседес Кастелланос де Анчорена, и передан молодожёнам. Подобно тому, как Мартин Ноэль поступил с имуществом, которое позже стало музеем Исаака Фернандеса Бланко, Ларрета расширил и отремонтировал дом в неоколониальном стиле. Использовались как исторические, так и религиозные мотивы, а портал был копией входа в бывшее здание таможни Casa Basavilbaso, которое ранее было снесено. Перестройка по проекту Кристиана Шиндлера была завершена в 1916 году.
В музей также входят библиотека Альфонсо Эль Сабио, специализирующаяся на испанской литературе, и детское образовательное здание La Casita de Arriba.

## Галерея

Внутренний двор музея и интерьер
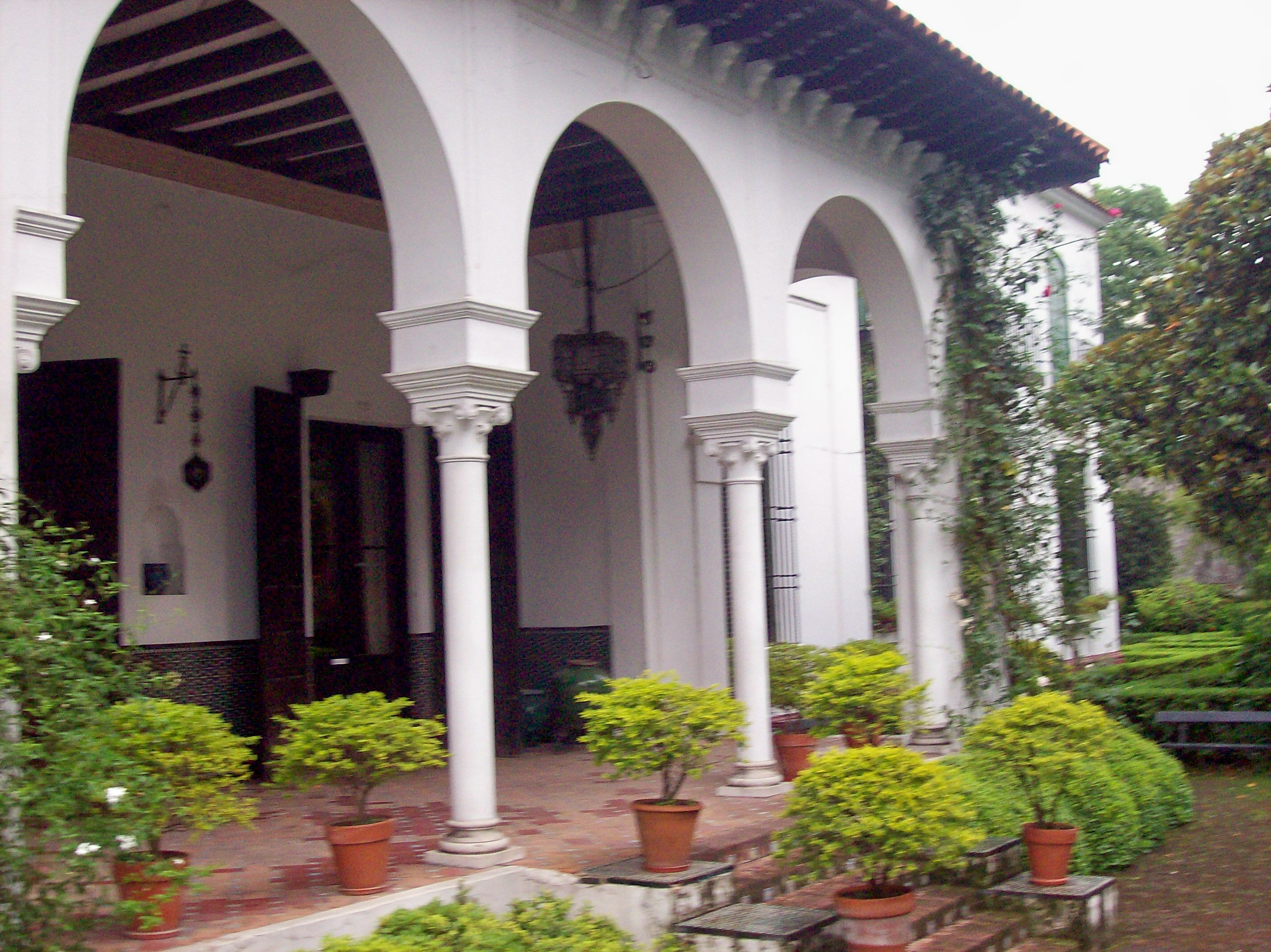
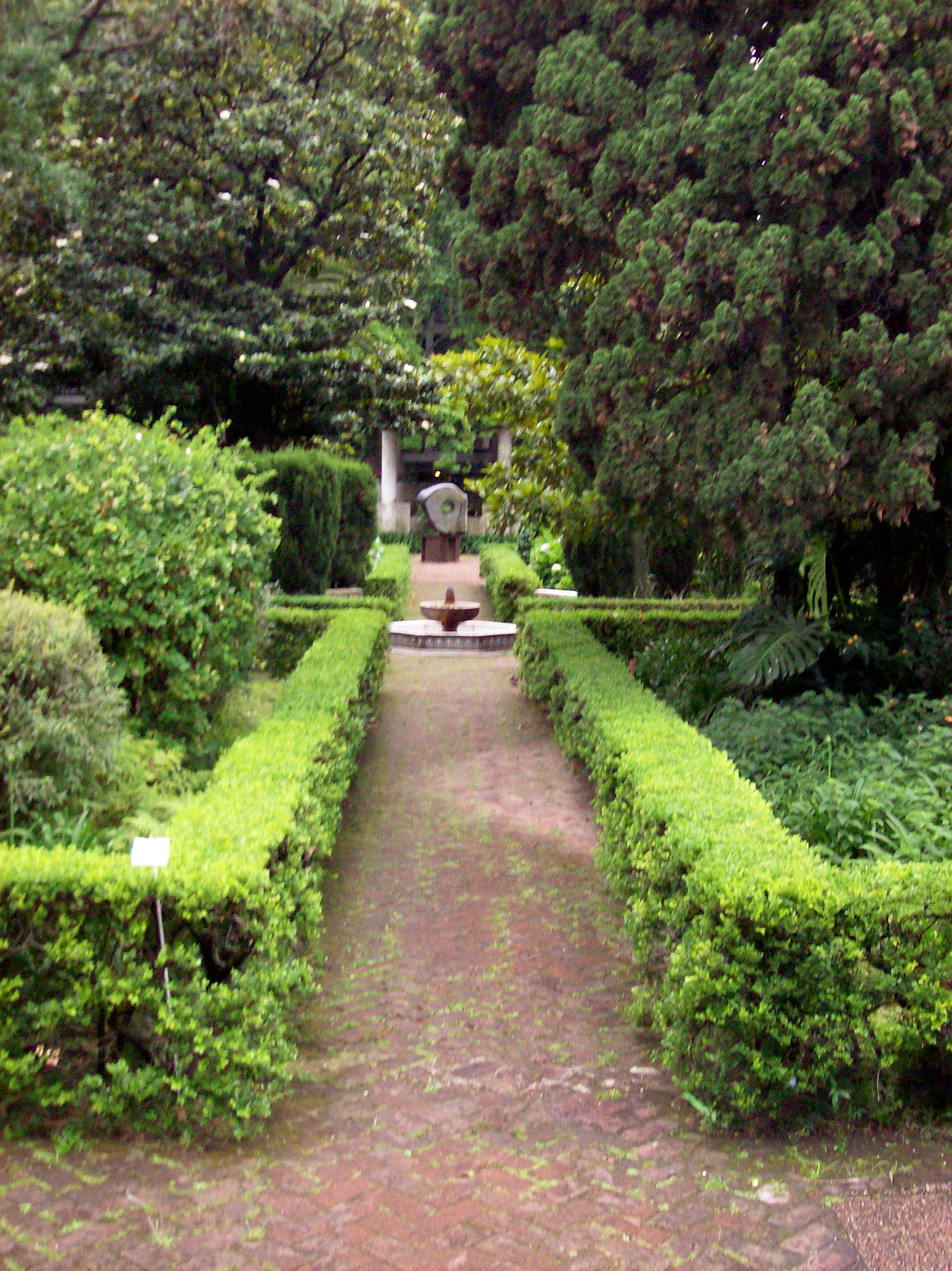
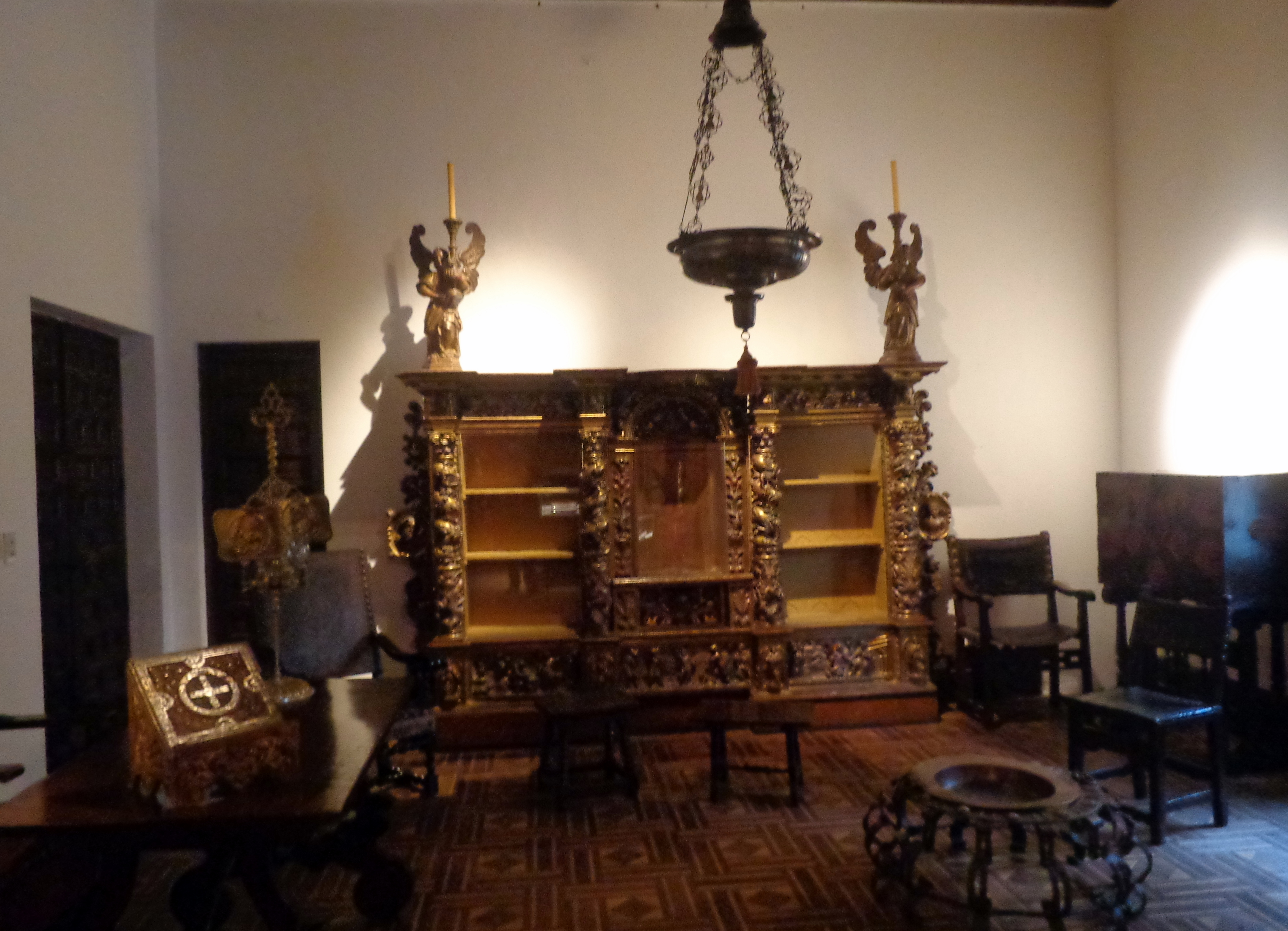
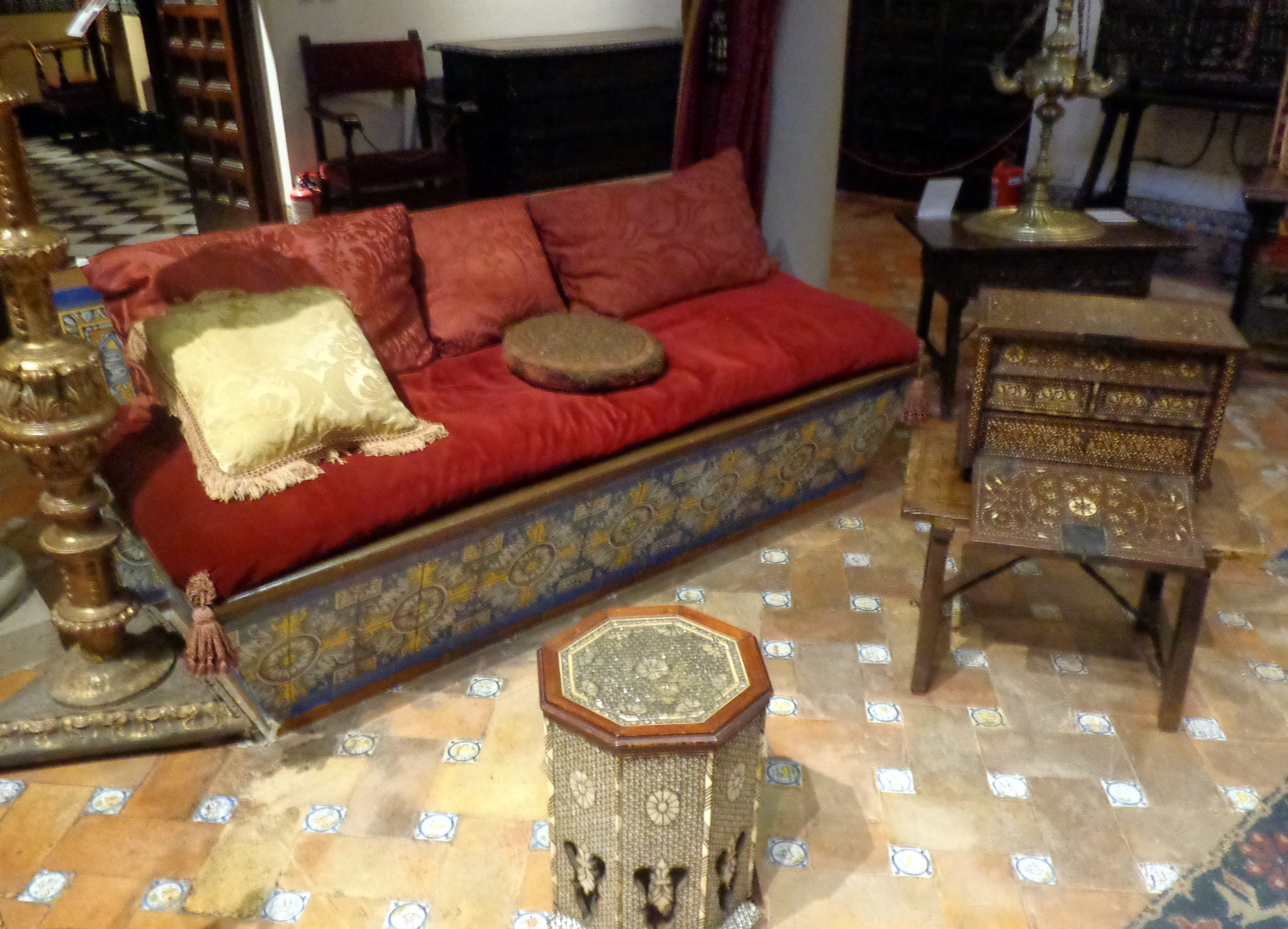